# Атту (остров)
Атту́ (англ. Attu Island, алеут. Atan, Атан) — самый западный и крупнейший остров группы Ближних островов, которые входят в состав архипелага Алеутских островов. В административном отношении, как и все Алеуты, входит в состав штата Аляска, США.

## География
Атту является самой западной точкой Аляски и всех Соединённых Штатов. Кратчайшее расстояние от острова до Камчатки (мыс Африка) — 690 км, до материковой части Аляски — 1534 км. Атту составляет примерно 66 км в длину и 28 км в ширину; его площадь — 892,795 км².

## История
Название Атту походит от названия острова на унанганском языке. Археологические исследования большого количества памятников на острове позволяют предположить, что население до первого контакта составляло 2000-5000 унанган.
Согласно данным ЭСБЕ, остров Атту был открыт Михаилом Васильевичем Неводчиковым, который прибыл туда в 1745 году на судне «Евдоким». Однако согласно более современным исследованиям, остров открыл («уточнил положение») капитан-командор Алексей Чириков, во время второй камчатской экспедиции Витуса Беринга в 1742 году.
Расположенный на острове мыс Алексея (52°49′ с.ш., 173°19′ з.д.) открыт в 1745 году Михаилом Васильевичем Неводчиковым и тогда же назван по имени члена экипажа шитика «Евдокия» промышленника Алексея Беляева; в свою очередь в честь мыса Алексея названы рядом расположенные перевал Алексея (52°51′ с.ш., 173°19′ з.д., название присвоено в 1940-х годах), берег Алексея (52°49′ с.ш., 173°19′ з.д., название присвоено в 1938 году) и ручей Алексея (52°49′ с.ш., 173°19′ з.д.).
В 1772 году П. К. Зайков на боте «Святой Владимир» предпринял путешествие из Охотска морем на Камчатку. Перезимовав в устье реки Воровской, он в следующем году, по вскрытии рек ото льда, направился до второго Курильского пролива и в июле того же года, достиг островов Медный и Атту, П. К. Зайков описал их природу, климат и географическое положение.
Остров описан в составе Ближних Алеутских островов под названием Аттак у Г.И. Шелихова в его «Путешествии г. Шелехова с 1783 по 1790 год из Охотска по Восточному Океану к Американским берегам...»:

Сии острова лежат почти в 300 верстах от Медного острова и простираются от Востока к Югу. Аттак есть ближайший. Он кажется обширнее Берингова острова, и лежит от Запада к Юговостоку в 20 верстах от оного к Востоку находится Самия, не подалеку же от Восточного краю лежит еще другой небольшой остров. В Южной стороне от морского прилива, отделяющего оба сии острова, находится Анатта почти в том же самом положении, и в длину имеет не более 25 верст. Все сии острова лежат между 54 и 55 градусом Северной широты. Жители сих островов по большой части питаются сушеною рыбою и другими морскими зверями.

Остров был вновь исследован в ходе экспедиции 1817—1819 годов капитана 2-го ранга В. М. Головнина со шлюпа «Камчатка».

### Вторая мировая война
7 июня 1942 года, через шесть месяцев после японской атаки на Пёрл-Харбор, 301-й отдельный пехотный батальон японской Северной армии высадился на острове. Высадка на Атту была уже вторым вторжением на территорию США, случившимся буквально через день после первого – высадки на Кыску.
Гражданское население Атту не успели эвакуировать перед японским вторжения. В то время население Атту состояло из 45 коренных алеутов («с русскими именами и фамилиями») и 2 белых американцев. Деревня состояла из нескольких домов вокруг гавани Чичагоф. 42 жителя Атту, которые пережили само японское вторжение, были доставлены в тюремный лагерь недалеко от Отару, на Хоккайдо. Двадцать один из них погиб, находясь в тюрьме. Перед тем, как жители деревни Атту были возвращены в США, американское правительство публично заявило, что оно не знает об их судьбе.
Согласно генералу Киитиро Хигути, командующему японской Северной армией, вторжение в Кыску и Атту было частью тройной цели:
- воспрепятствовать любым военным операциям против Японии с Алеутских островов.

- установить барьер между США и СССР в случае, если СССР решит присоединиться к войне против Японии.

- подготовить военно-воздушные базы для будущих наступательных действий.

В конце сентября 1942 года японский гарнизон Атту был переведен на Кыску, а затем Атту и вовсе был оставлен без обороны, но американские войска не предприняли никаких попыток захватить Атту в это время. 29 октября 1942 года японцы восстановили базу на острове Атту в заливе Хольц под командованием подполковника Хироси Янекава. Первоначально гарнизон насчитывал 500 человек, но после подкрепления, это число достигло около 2300 человек к 10 марта 1943 года. Больше подкреплений не поступало, в основном благодаря усилиям военно-морских сил США под командованием контр-адмирала Чарльза Макморриса (особенно действий подводных лодок ВМС США). Макморрис был назначен для перехвата японских конвоев снабжения и подкрепления. После большой битвы у Командорских островов японцы отказались от попыток высылать подкрепления своим алеутским гарнизонам. С тех пор для пополнения запасов ими использовались только подводные лодки.
11 мая 1943 года началась американская операция на Атту. Нехватка десантных кораблей, побережья, непригодные для высадки десанта, оборудования, которое не могло работать в плохих погодных условиях - всё это вызывало большие трудности в планировании любой атаки против японцев. Многие солдаты страдали от обморожения - потому что не удалось доставить необходимые предметы снабжения. Высадка привела к большим потерям: погибло З.929 человек. Из них 549 были убиты, 1.148 ранены, 1.200 получили тяжелые обморожения, 614 умерли от инфекционных заболеваний и 318 умерли по другим причинам. Японцы потерпели поражение в Долине Массакре. Число погибших японцев составило 2.035 человек. Тогда американцы построили "Морской город" возле залива.
29 мая собравшиеся с последними силами японские войска внезапно перешли в наступление близ залива Массакре, что стало одной из крупнейших наступательных операций в Тихом океане. Войска во главе с полковником Ямасаки, проникла в линии США, и столкнулись с ударными подразделениями тылового эшелона американских сил. После ожесточённого и зачастую рукопашного боя японские силы были разгромлены и перебиты почти полностью. Было взято 28 пленных, и ни один из них не был офицером. Американские похоронные команды насчитали 2.351 убитого японца.
Японский флот, понимая, что их позиции теперь небезопасны, эвакуировался в Кыску три месяца спустя.
ВВС США построили более крупный аэродром Alexai Point Army, а затем использовали его 10 июля 1943 года в качестве базы для воздушных ударов по японским гарнизонам на Курильских островах (ныне Россия).
11 апреля 1945 года девять японских зажигательных воздушных шаров, отправленных японцами по ветру для поджога лесов на западном побережье США, были перехвачены и сбиты самолётами ВВС США Р-38 Lightning.

## Население
Единственным населённым пунктом острова являлся Атту-Стейшен, население которого до 2010 года составляло около 20 человек. Все они занимались обслуживанием передатчика LORAN. В августе 2010 года поселение полностью обезлюдело в связи с закрытием LORAN.
До Второй мировой войны на острове (в заливе Чичагова) находилась деревня «с несколькими десятками жителей» «с русскими именами и фамилиями», а также православный храм. Были и другие мелкие населённые пункты.